# Queenstown-Lakes District
Der Queenstown-Lakes District ist eine zur Region Otago gehörende Verwaltungseinheit in Neuseeland. Der Rat des Distrikts, Queenstown-Lakes District Council (Distriktrat) genannt, hat seinen Sitz in der Stadt Queenstown, ebenso wie die Verwaltung des Distrikts.

## Geographie

### Geographische Lage
Der Queenstown-Lakes District verfügt über eine reine Landfläche von 8719 km² und ist damit der zweitgrößte Distrikt der Region Otago. Zum Census im Jahr 2013 hatte der Distrikt 28.224 Einwohner und mit 3,2 Einwohner pro km² die höchste Bevölkerungsdichte aller Distrikte der Region.
Der Queenstown-Lakes District ist der westlichste aller Distrikte der Region Otago. Im Süden und im Südwesten wird der Distrikt von dem Southland District umschlossen, der bereits zur Region Southland gehört. Im Westen und Nordwesten schließt sich der Westland District an, der zur Region West Coast zählt. Der Nordosten wird vom Waitaki Distrikt begrenzt, der zu 55 % der Region Canterbury zugeordnet ist. Die Ostgrenze dagegen bildet der zur Region Otago gehörenden Central Otago District.
Landschaftlich wird der Queenstown-Lakes District durch einen Teil der Neuseeländischen Alpen und deren östlichen Ausläufern geprägt. Vier große Seen befinden sich im Distrikt, der Lake Wakatipu, der Lake Wānaka, der Lake Hāwea und der Lake Ōhau. Bedeutende Gebirgszüge sind von West nach Ost, die Harris Mountains, die Livingstone Mountains, die Richardson Mountains, die nördlichen Teile der Eyre Mountains und der Garvie Mountains und nicht zuletzt The Remarkables. Nordöstlich von Queenstown sind dann noch die Crown Range, Criffle Range und Pisa Range zu nennen, die alle drei knapp unter der 2000er-Marke liegen.
Die größte Stadt des Distrikts ist mit Abstand Queenstown mit über 12.100 Einwohnern, gefolgt von Wanaka mit knapp 6500 Einwohnern und dem Ort Lake Hāwea mit knapp 2200 Einwohnern.

### Klima
Der Distrikt liegt unter dem Einfluss westlich vorherrschender Winde. Sie bringen in der Regel Regenwolken, die sich im westlichen Teil des Distrikts in den Bergen abregnen und für Niederschläge um die 2000 mm pro Jahr sorgen. Der östliche Teil des Distrikts, der auf der windabgekehrten Seite der Berge liegt, ist wesentlich trockener und bringt es ab Queenstown und Wanaka auf 600 bis 800 mm Niederschlag pro Jahr. Die durchschnittlichen Tagestemperaturen im Sommer liegen zwischen 11 °C und 22 °C je nach Höhenlagen und liegen im Winter durchschnittlich im einstelligen Minusbereich, was für den Wintersport in der Region gut ist. Die durchschnittliche jährliche Sonnenscheindauer ist ebenfalls ungleich verteilt und liegt in den Bergen zwischen 1700 und 1900 Stunden je nach Lage, nach Osten hin bis auf 2000 Stunden ansteigend und in dem Gebiet um Wanaka bis auf 2100 Stunden pro Jahr.

## Bevölkerung

### Bevölkerungsentwicklung
Von den 28.224 Einwohnern des Distrikts waren 2013 1428 Einwohner Māori-stämmig (5,0 %). Damit lebten 0,2 % der Māori-Bevölkerung des Landes im Queenstown-Lakes District. Das durchschnittliche Einkommen in der Bevölkerung lag 2013 bei 35.200 NZ$ gegenüber 28.500 NZ$ im Landesdurchschnitt.

### Herkunft und Sprachen
Die Frage nach der Zugehörigkeit einer ethnischen Gruppe beantworteten in der Volkszählung 2013 87,5 % mit Europäer zu sein, 5,4 % gaben an, Māori-Wurzeln zu haben, 0,8 % kamen von den Inseln des pazifischen Raums und 6,8 % stammten aus Asien (Mehrfachnennungen waren möglich). 32,3 % der Bevölkerung gab an in Übersee geboren zu sein. 2,5 % der Bevölkerung sprachen Französisch als zweithäufigste Sprache nach Englisch. Die Maorische Sprache beherrschten nur 8,9 %  der Māori.

## Politik

### Verwaltung
Der Queenstown-Lakes District ist noch einmal in drei Wards unterteilt, dem Wakatipu Ward mit sechs Councillors (Ratsmitglieder), dem Wanaka Ward mit drei und dem Arrowtown Ward mit einem Councillor. Die zehn Councillors bilden zusammen mit dem Mayor (Bürgermeister) den Distrikt Council (Distriktrat) und werden alle drei Jahre neu gewählt.

## Wirtschaft
Der Distrikt besaß im Jahr 2016 rund 7542 Unternehmen, 6,3 % mehr als im Vorjahr. Im selben Bemessungszeitraum erwirtschaftete der Distrikt ein Gross Domestic Product (GDP) (Bruttoinlandsprodukt) von 1,763 Mrd. NZ$, was einen Zuwachs von 9,6 % gegenüber dem Vorjahr ausmachte.

## Infrastruktur

### Straßenverkehr
Verkehrstechnisch angeschlossen ist der Distrikt durch den New Zealand State Highway 6, der die beiden Zentren Queenstown und Wanaka mit den anderen Teilen des Landes verbindet.

### Flugverkehr
Queenstown verfügt über einen Flughafen, der sich gut 7 km östlich des Stadtzentrums von Queenstown in dem Stadtteil Frankton befindet und über den die Stadt und der Distrikt mit allen Regionalflughäfen des Landes verbunden ist.

## Tourismus
Besonders die Gegend um Queenstown herum ist im Sommer durch seine reizvolle landschaftliche Lage mit dem Lake Wakatipu und den umsäumenden Bergen, ein touristisch beliebtes Reiseziel und Erholungsgebiet. Extremsportarten, wie Jetboat fahren, Paragliding und Bungee springen, sind im Sommer beliebt. Im Winter hingegen steht das Skifahren im Vordergrund. Queenstown hat in den zurückliegenden Jahren auch die touristische Infrastruktur dafür konsequent ausgebaut und ist mit seinem Freizeit- und Spaßangebot über die Landesgrenzen hinaus bekannt geworden.